# Bhiyār
Bhiyār är en ort i Indien.   Den ligger i distriktet Bārmer och delstaten Rajasthan, i den nordvästra delen av landet, 600 km väster om huvudstaden New Delhi. Bhiyār ligger 244 meter över havet och antalet invånare är 10 000.
Terrängen runt Bhiyār är platt. Runt Bhiyār är det ganska glesbefolkat, med 27 invånare per kvadratkilometer. Omgivningarna runt Bhiyār är i huvudsak ett öppet busklandskap.